# Nhà thờ Chúa Ba Ngôi ở Žilina
Nhà thờ Chúa Ba Ngôi ở Žilina (tiếng Slovakia: Katedrála Najsvätejšej Trojice v Žilina) là một nhà thờ giáo xứ Công giáo La Mã, tọa lạc ở phố Horný Val, gần quảng trường Andrej Hlinka, ở rìa phía đông của trung tâm thành phố Žilina, vùng Žilina, Slovakia.
Từ năm 2008, nhà thờ trở thành nhà thờ chính tòa của giáo phận Žilina. Vào ngày 5 tháng 11 năm 1963, nhà thờ Chúa Ba Ngôi ở Žilina được ghi danh vào Danh sách Di tích Trung ương theo quyết định của Bộ Văn hóa Cộng hòa Slovakia.

## Lịch sử
Theo văn bản đầu tiên đề cập đến nhà thờ, nhà thờ đã tồn tại vào năm 1423. Ban đầu, nhà thờ được xây dựng để tôn kính Đức Trinh nữ Maria. Nhà thờ từng hai lần bị lính cướp Ján Podmanickí chiếm đóng và biến thành pháo đài vào giữa thế kỷ 16, cụ thể là vào các năm 1540 và 1548. Sau đó, thị trưởng Mikuláš Dersffy cho xây dựng lại nhà thờ, để nhờ đó nhà thờ có thể tiếp tục phục vụ các giáo dân. Giám mục lúc bấy giờ của Nitra là Zachariáš Rohožník-Mošovský đã thánh hiến nhà thờ này. Lúc bấy giờ, nhà thờ mang tên gọi mới là nhà thờ Chúa Ba Ngôi. Nhà nguyện Thánh John thành Nepomuk được xây dựng ở phía tây của nhà thờ vào năm 1762.